# Delhi Transport Corporation
Delhi Transport Corporation (DTC) je hlavní dopravce v Dillí, největším městě Indie.
Zajišťuje městskou autobusovou dopravu, včetně linek po městských okruzích (mudrika). DTC provozuje největší autobusový provoz vozů poháněných na CNG na světě. V meziměstské dopravě zajišťuje DTC spojení do mnoha destinací v severní části země (cca v deseti svazových státech) a také i do pákistánského Láhaur.

## Historie
Společnost byla vytvořena v roce 1948 indickou vládou. V té době se autobusová doprava, jakou poskytovaly městu společnosti Gawalior a Northern India Transport Company Ltd. ukázala jako nedostačující. Nový dopravce byl pojmenován „Delhi Transport Service“ (Dillíjská dopravní služba) a o dva roky později pak přeorganizován jako „Delhi Road Transport Authority“ v rámci zákona o silničních dopravcích (Road Transport Corporation Act). V roce 1971 pak byla společnost, do té doby vlastněná přímo státem, převedena do vlastnictví svazového teritoria Dillí.
Od 11. června 2003 DTC zajišťuje také pravidelnou mezistátní autobusovou linku do pákistánského Lahore, v rámci přeshraniční spolupráce mezi oběma zeměmi.